# Santos Padres de Mérida
Con el nombre de Santos Padres de Mérida se denomina a los santos Pablo, Fidel y Masona, que fueron prelados de la ciudad de Augusta Emerita, actual Mérida, durante los siglos VI y VII, época de esplendor de la sede arzobispal emeritense. Su culto estuvo olvidado durante varios siglos, hasta que el arzobispo de Mérida-Badajoz don Santiago García Aracil (2004-2015) recuperó para el santoral propio de la archidiócesis extremeña la memoria de estos santos obispos y arzobispos de Mérida, cuya festividad se celebra el 14 de noviembre. 

## San Pablo, obispo (del 530 al 560), de Mérida (España), confesor
Con él comienza la época de oro del episcopado emeritense según nos consta por la obra "Vitas Sanctorum Patrum Emeritensium". De origen griego y médico de profesión llega a Mérida. Varón virtuoso, que se distinguió por su humildad y mansedumbre. Fue consagrado obispo para la sede emeritense a la que le proporcionó un periodo de tranquilidad. Como agradecimiento de la intervención quirúrgica de una matrona le declaran único heredero de sus bienes. Antes de retirarse al cenobio de Santa Eulalia, puso como sucesor suyo en la sede episcopal a su sobrino Fidel.

## San Fidel, obispo (del 560 al 571) de Mérida (España), confesor
Joven mercader oriental que en su visita a Mérida conoció circunstancialmente a su tío carnal Paulo. Se consagra a Dios recibiendo la tonsura, diaconado y presbiterado, hasta llegar a la plenitud del sacerdocio. Tal dignidad nunca fue obstáculo para asistir y servir al anciano antecesor. Fue educado a la sombra del Altísimo llegando en pocos años a dominar las disciplinas eclesiásticas y sagradas letras. Hombre de gran santidad, caridad, paciencia y humildad para todos, especialmente para todo el clero. Fue perseguido persistentemente por sus enemigos. Varón espiritual y cultual.

## San Masona, obispo (del 571 al 605) de Mérida (España), confesor
San Masona, un oriundo de raza goda y noble por su linaje, ingresa en el monasterio anexo a la Basílica de Santa Eulalia. Desde sus primeros años se distinguió por magníficas dotes y virtudes cristianas. El santo obispo fue famoso tanto en la Iglesia emeritense como en toda la historia visigoda. "Venerable entre los venerables; santo entre los santos; piadoso entre los piadosos; bueno entre los mejores; adornado de todos los carismas; ese es el Masona que sucede en la dignidad episcopal al dechado de virtudes que fue Fidel". Fidelísimo en su total entrega a Dios, amante de los hermanos, siempre suplicante por su pueblo; su nombre conocido por sus milagros se extendió por toda la tierra. Su fama le acarreó las consabidas envidias humanas, entre ellas la del Rey Leovigildo y los obispos arrianos, llevándole hasta el destierro. Se nos dan noticias sobre el "xenodochium" que funda tanto para cristianos como para judíos, de la conversión de Recaredo y de las fiestas de victoria del "duque Claudio". Nos consta que el obispo Masona presidió el III Concilio de Toledo y por testimonio de San Gregorio de Tours intervino en la conversión de San Hermenegildo. Lleva a la Iglesia emeritense al cenit de su siglo de oro. Debió morir en el reinado de Witerico.